# Jugoslávská liga ledního hokeje 1987/1988
Sezóna 1987/1988 byla 46. sezónou Jugoslávské ligy ledního hokeje. Vítězem se stal tým HK Jesenice.

## Konečné pořadí
1. HK Jesenice
2. HK Olimpija Ljubljana
3. HK Partizan
4. KHL Medveščak
5. HK Vojvodina Novi Sad
6. HK Crvena Zvezda Bělehrad
7. HK Cinkarna Celje
8. HK Kranjska Gora
9. HK Bosna
10. HK Makoteks Skopje